# Ткачук Михайло Анатолійович
Михайло Анатолійович Ткачук (нар. 17 грудня 1971) — радянський, молдовський та український футболіст, нападник.

## Життєпис
Вихованець футбольної школи одеського «Чорноморця», за основний склад якого не зіграв жодного матчу. У першій половині 1990-х років виступав за аматорські команди Одеси.
У 1993 році Михайло Ткачук перебрався в Молдови та отримав її громадянство, виступав за тираспольський «Тилігул», став срібним призером чемпіонату Молдови 1993/94. Наступні півтора сезони провів в клубі «Ністру» з Чобручі, паралельно грав в аматорському чемпіонаті Одеської області.
Навесні 1996 року Михайло Ткачук перейшов до російського «КАМАЗ-Чалли», перший матч у Вищій лізі зіграв 23 березня 1996 року, вийшовши на заміну в поєдинку з «Балтикою» (0:0). Всього у Вищій лізі Росії зіграв 2 матчі.
Наступний сезон Ткачук провів у другому дивізіоні Росії в складі новотроїцької «Ности». У 1998 році повернувся в Молдаву і виступав за «Олімпію» (Бєльці). Останні роки своєї кар'єри Ткачук провів в одеських аматорських командах, двічі — в сезонах 1999/00 і 2000/01 років ставав найкращим бомбардиром чемпіонату міста.